# 雷爾
克洛德·莫里斯·馬塞爾·佛里昂（Claude Maurice Marcel Vorilhon，1946年9月30日—），雷爾運動及Clonaid公司創辦人，也是一名试车手及赛车专门杂志的发行人，曾当歌手。
在1973年的一次外星接觸後成立了外星新興宗教組織「雷爾運動」，出版了數本書籍講述該次接觸經驗，其後30年到不同國家宣傳他的書籍及宗教、哲學體系。

## 生平
雷爾出生於法国阿列省维希，成長於多姆山省昂貝爾的外婆家。他的外婆是位無神論者、父親是猶太人 Colette Michel, née Vorilhon，1940年，為了逃避納粹迫害而離開法國、母親是「虔誠的天主教徒」，1946年雷爾在一家私人診所出生，青年時期成為歌手。在1966年~67年雷爾曾出過七隻單曲，其中以＜Le miel et la cannelle＞較為有名，當時他使用的藝名是「克洛德·凱勒」（Claude Celler），在歌曲創作上雷爾受比利時歌手雅克·布雷爾的影響，並嘗試模仿他的曲風。他從小便想買一輛賽車，並一直存錢來實現這個夢想，可惜他的歌手仕途因其贊助人於1970年自殺身亡而被粉碎。其後，雷爾為了圓自己的賽車夢，便於法國馬格尼庫爾斯著名的溫菲爾德賽車學校學習，該校培育了阿蘭·普羅斯特等冠軍。 令所有人驚訝的是，他在法國阿爾比賽道上首次參加比賽時，身處經驗豐富、著名車手之中竟獲得桿位。 他很快就以他的首圈天賦而廣為人知，有時在第一圈就超過7輛車，畢業之後成為了體育新聞記者。他在那時候認識了當護士的第一任妻子，並一起搬到了克莱蒙费朗，在這裏，雷爾建立了他自己的出版社，並創立了賽車雜誌《Autopop》。1971年到1974年間擔任該雜誌編輯，這使他能夠藉由出版社的名義商借賽車出賽，並簽約成為奧迪旗下的試車手近一年，並同樣以奧迪賽車手的身份出賽。
根據雷爾在1974年出版的書籍《Le Livre qui dit la vérité》，他於1973年12月13日在法国中部克莱蒙费朗的拉索拉山，一个死火山口，意外遇见了乘飞碟来的外星人“埃洛希姆”（Elohim）。经过一连六天的会见，埃洛希姆口述给他传达给全人类的最后一道讯息。他为了向全世界传播这道讯息，於1974年3月13日抱著嘗試的心態上了法國知名節目『大棋盤』（ Le Grand echiquier）講述這段非凡經歷，儘管主持人和觀眾感到不可置信和嘲笑，他仍然在該節目主持人Jacques Chancel的贊助下出版了該事件的書籍，並隨後參加了另外兩個法國的電視節目專訪， 同年9月19日在巴黎舉行的第一次公開說明會，吸引了2000多人。 不久之後，他創立了「MADECH協會」（歡迎造物主耶洛因人運動）集合了有意願幫助他完成艱巨任務的人們，就是後來的雷爾運動。 到1974年底，該協會有170名成員。
根據第二本書，他在1975年10月7日這一晚被外星人邀請到他們的星球上作客(伊斯蘭教稱之為登宵)，並要求傳達給人類第二道訊息，包含『聖經』啟示錄的涵義，並揭露他實際上是外星人（真實身分為『聖經』上的耶和華）利用人工受孕所產下的孩子，並與耶稣有血緣關係（同父異母的兄弟，並且稱呼耶穌為長兄），並且在後來宣稱他即佛教中預言的未來佛彌勒菩薩，儘管大眾對這些說法抱持質疑態度。
1975年，雷爾正式在瑞士日内瓦將「MADECH」改組，更名為「國際雷爾運動」並於1976年中辭去賽車手的身份，決心投入傳播「訊息」的工作與擔任先知領導者的工作，然而自封先知與彌勒佛的做法引起部分會員不滿而導致一半會員出走。
儘管遭遇挫折，雷爾之後仍巡访世界各地，通过演讲以及报刊，广播，电视采访等等致力于传播讯息，曾於1987年因健康問題短暫退出先知的工作休養身體，期間由當時他所信任的親密朋友－指導員Jean-Denis Saint-Cyr負責雷爾運動的運作，該指導員在1975年年底協助雷爾推廣並且完善了埃洛希姆所傳授的「感官冥想」並用於雷爾運動成員的心靈修行與培訓。
於2016年，韓國佛教團體「大韓佛教彌勒宗」正式認定雷爾為佛經中預言的未來佛彌勒，並舉行了佛教儀式，授予了雷爾「雷爾彌勒」（Maitreya Rael）的稱號。
目前雷爾的目標包括筹备建造迎接埃洛希姆归来的埃洛希姆大使馆（第三圣殿），舉辦幸福研習營，傳授冥想，靈性教導等等，目前大使館建設资金已经解决，最关键的是大使馆的土地館还没有得到任何国家的许可，雷爾稱埃洛希姆稱大使馆所在地，将成为新的耶路撒冷，大使馆所在国，在未来千年里将成为世界的政治经济文化中心，將繼續與各國積極爭取。

## 批評
近年來，許多前雷爾運動前成員指責雷爾剽竊，他們引用了雷爾的書中的大量文字，並將其與作家讓·塞尼的作者進行了比較。雷爾的概念，如化學教育，無限，民族統治等都可以在Sendy的書中找到。據說雷爾的“感官冥想”書大部分來自silva的“心靈控制”方法，該方法據稱是由加拿大前雷爾運動的5級指導員Jean-Denis Saint-Cyr教給他的。
在“Raël：Voleurd'âmes”這本書中，MarysePéloquin提供了她對雷爾及其運動進行了10年深入研究的結果，並提供了令人信服的證據來支持類似的觀點，即雷爾已經採用了概念，並經常從50年代，60年代和70年代初的其他UFO和古代外星人論作者，如Jean Sendy，Brinsley Le Poer Trench和 Robert Charroux，在她的書中，雷爾的“與ET相遇”的對話與1952年12月13日遭遇的“金星人”的著名幽浮接觸者－喬治·亞當斯基的對話非常相似。
雷爾運動中哲學的大部分也與奧修的哲學非常接近。雷爾穿的白色服裝與奧修曾經穿過的白色服裝非常相似，當然，雷爾本人完全否定這些說法，他強調如果有人跟他理論類似，不過是他們「智慧的解讀了聖經」的結果（隨著科技發展），並說這些訊息或哲學都是經由埃洛希姆直接傳達給他的。

## 外部連結
- 雷爾運動—無神論者的智慧設計 （页面存档备份，存于）